# Coddington (Cheshire)
Pour les articles homonymes, voir Coddington.

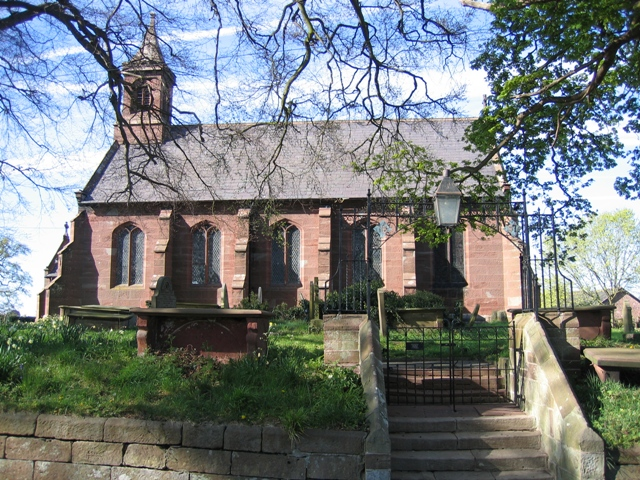
L'église Sainte-Marie de Coddington.

Coddington est un village et une civil parish (paroisse civile) située dans l'autorité unitaire de Cheshire West and Chester, dans le comté traditionnel de Cheshire, en Angleterre.